# Gare de Quédillac
Gare de Quédillac – przystanek kolejowy w Quédillac, w departamencie Ille-et-Vilaine, w regionie Bretania, we Francji.
Jest przystankiem kolejowym Société nationale des chemins de fer français (SNCF), obsługiwaną przez pociągi TER Bretagne.

## Położenie
Znajduje się na 415,376 km linii Paryż – Brest, pomiędzy stacjami La Brohinière i Caulnes. 

## Usługi
Usługi kolejowe są prowadzone przez pociągi TER Bretagne, kursujące między Rennes, Lamballe lub Saint-Brieuc.